# Peter Cooper Hewitt
Peter Cooper Hewitt, né le 5 mai 1861 à New York et mort le 25 août 1921 à Neuilly-sur-Seine, est un ingénieur électricien américain, inventeur de la première lampe à vapeur de mercure basse pression en 1901, à l'origine de la lampe fluorescente.